# Проданюк, Николай Дмитриевич
Проданюк Николай Дмитриевич (1903—1963) — советский партийный деятель, первый секретарь Агинского Бурятского национального округа с 1944 по 1948 гг. и с 1952 по 1957 гг.

## Биография
Родился в Бессарабии, в 1903 году, в семье бедного молдавского крестьянина. Рано познал крестьянский труд.
До Великой Отечественной войны на партийной работе — первый секретарь Чернышевского райкома ВКП(б) Читинской области.
В 1940 году был направлен на учёбу в Высшую партийную школу при ЦК ВКП(б) в г. Ленинград.
С началом Великой Отечественной войны занятия в ВПШ были прекращены и Н. Д. Проданюк был направлен в Быркинский район Читинской области на должность первого секретаря райкома ВКП(б). Далее — работа в Читинском обкоме ВКП(б) на должности секретаря по лесной промышленности.
В 1944 г. был назначен на должность первого секретаря окружного комитета ВКП(б) Агинского бурят-монгольского национального округа Читинской области. Работа по обеспечению нужд фронта необходимой сельскохозяйственной продукцией в период войны была по достоинству оценена государством: Николай Дмитриевич был награждён медалью «За доблестный труд в Великой Отечественной войне 1941—1945 годов».
В 1948 году был направлен в Высшую Партийную Школу в г. Иркутск, которую окончил в 1952 году.
Делегат XIX съезда КПСС от партийной организации Читинской области, он дважды руководил Агинским окружным комитетом КПСС: с 1944 по 1948 гг. и с 1952 по 1957 гг.
Назначение на должность секретаря окружкома КПСС Агинского бурятского национального округа во второй раз явилось для него знаком высокого уважения и доверия коммунистов и трудящихся всего округа, и он с удвоенной энергией взялся за знакомую для него работу.
Послевоенная жизнь потребовала от него постоянного внимания к развитию территории округа и укреплению благосостояния трудящихся.
Благодаря стараниям Н. Д. Проданюка и его последователей, Агинское, из степного малонаселённого села с двумя улицами, постепенно превратилось в посёлок городского типа с развитой социальной, транспортной и экономической инфраструктурой.
Обладая хорошими организаторскими способностями и ответственным отношением к порученному делу, Н. Д. Проданюк встал в один ряд с сотнями людей — учёными, селекционерами, зоотехниками, чабанами, руководителями разного уровня, которые, каждый на своём участке, работали на решение общей государственной задачи по созданию в суровом Забайкальском крае своей породы овец. И эта задача была решена: 15 ноября 1956 года было принято постановление исполкома Читинского областного Совета депутатов трудящихся и бюро областного комитета КПСС «Об авторстве по созданию забайкальской породы тонкорунных овец в колхозах и совхозах области».
В решении этой важной государственной задачи немалая заслуга Николая Дмитриевича Проданюка. Об этом, в своё время, писали газеты Агинского округа и Забайкальского края.
Указом Президиума Верховного Совета СССР «О награждении орденами и медалями колхозников, колхозниц, работников МТС и совхозов, партийных, советских, комсомольских и сельскохозяйственных органов Читинской области» от 14 декабря 1957г. за достигнутые успехи в развитии сельского хозяйства, освоении целинных и залежных земель, увеличении производства и сдачи государству шерсти, мяса и других сельскохозяйственных продуктов Н.Д.Проданюк был награжден Орденом Ленина.
Последние годы жизни — персональный пенсионер союзного значения. Умер после тяжелой и продолжительной болезни в 1963 году.
Похоронен в пгт. Агинское Забайкальского края.